# せんなん里海公園

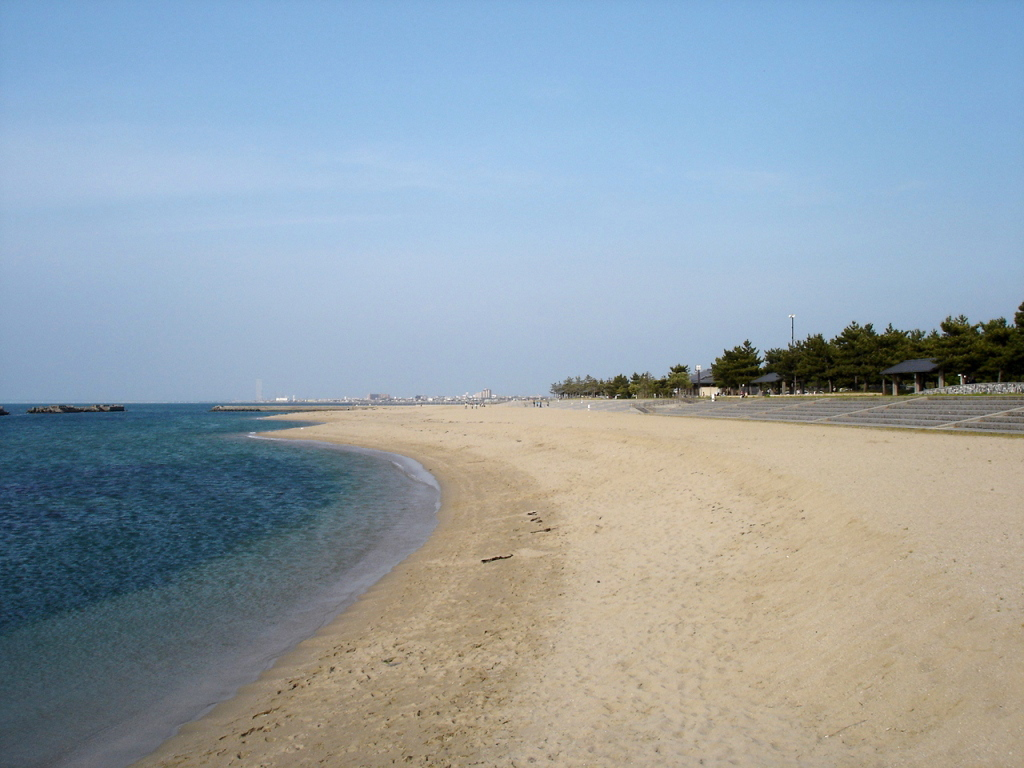
せんなん里海公園内にあるピチピチビーチ

せんなん里海公園（せんなんさとうみこうえん）は、大阪府阪南市箱作から泉南郡岬町淡輪にかけての海岸にある大阪府営の海浜公園。最寄駅は南海本線箱作駅と淡輪駅で、淡輪駅から夏期には臨時バスが発着する。
阪南市の箱作海水浴場（ピチピチビーチ）と岬町の淡輪海水浴場（ときめきビーチ）が隣接し、自然体験ができる人工磯浜や遊戯場・多目的広場といった施設がある。園内には常設のビーチバレー競技場「潮騒バレー」がある。淡輪・箱作海岸として大阪みどりの百選に選定されている。一帯はみなとオアシスの登録をしていて、みなとオアシスみさきを構成する施設の一である。

## 施設
- 潮騒ビバレー

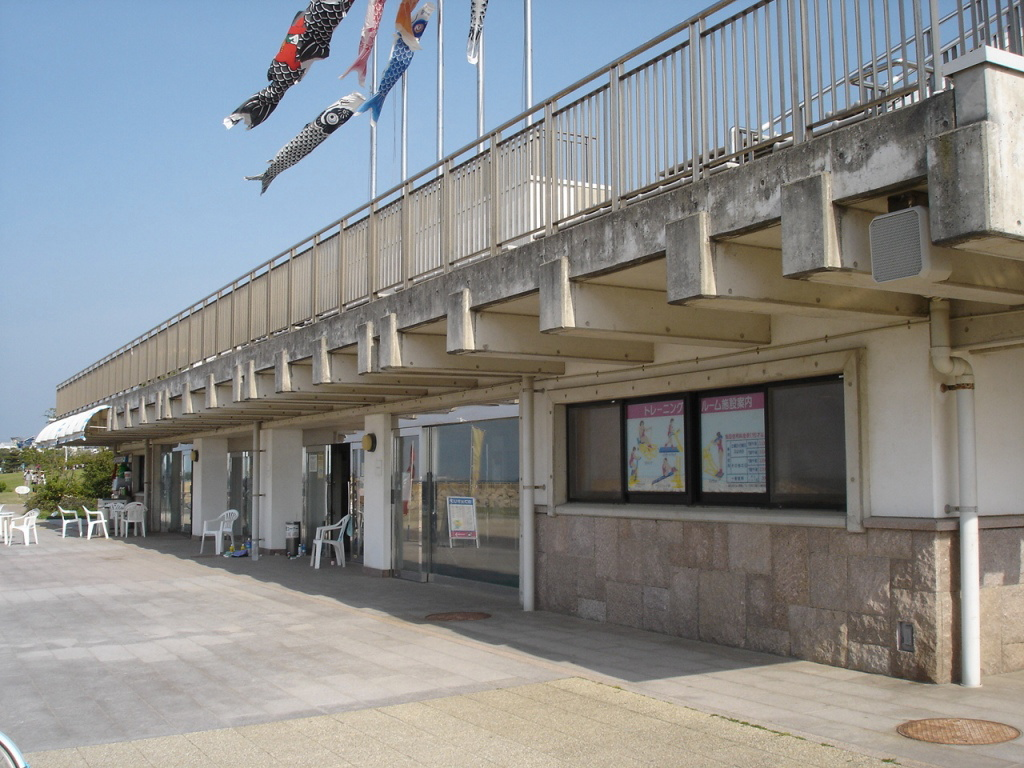
潮騒ビバレー

  - 国内唯一の常設ビーチバレー競技場（収容人数3000人）[2]
- バーベキューコーナー
- うみべの森
- うみべの里
- 児童遊戯場（イルカ遊園）
- 児童遊戯場（タコ遊園）
- ビーチハウス
- 風車の丘
- 展望休憩所
- 多目的広場
- 人工磯浜